# Biblioteca del Real Jardín Botánico de Madrid
La Biblioteca del Real Jardín Botánico de Madrid (RJB-CSIC) es una biblioteca especializada en Botánica y en otras ciencias afines como la Horticultura, la Agricultura, la Silvicultura o la Biología aplicada a las plantas de zonas geográficas de España, de Europa occidental, de la Cuenca del Mediterránea y de Hispanoamérica. De titularidad pública, está vinculada a la actividad científica del centro de investigación al que pertenece -el Real Jardín Botánico de Madrid- y forma parte de la Red de Bibliotecas y Archivos del Consejo Superior de Investigaciones Científicas (CSIC).

## Fondo bibliográfico

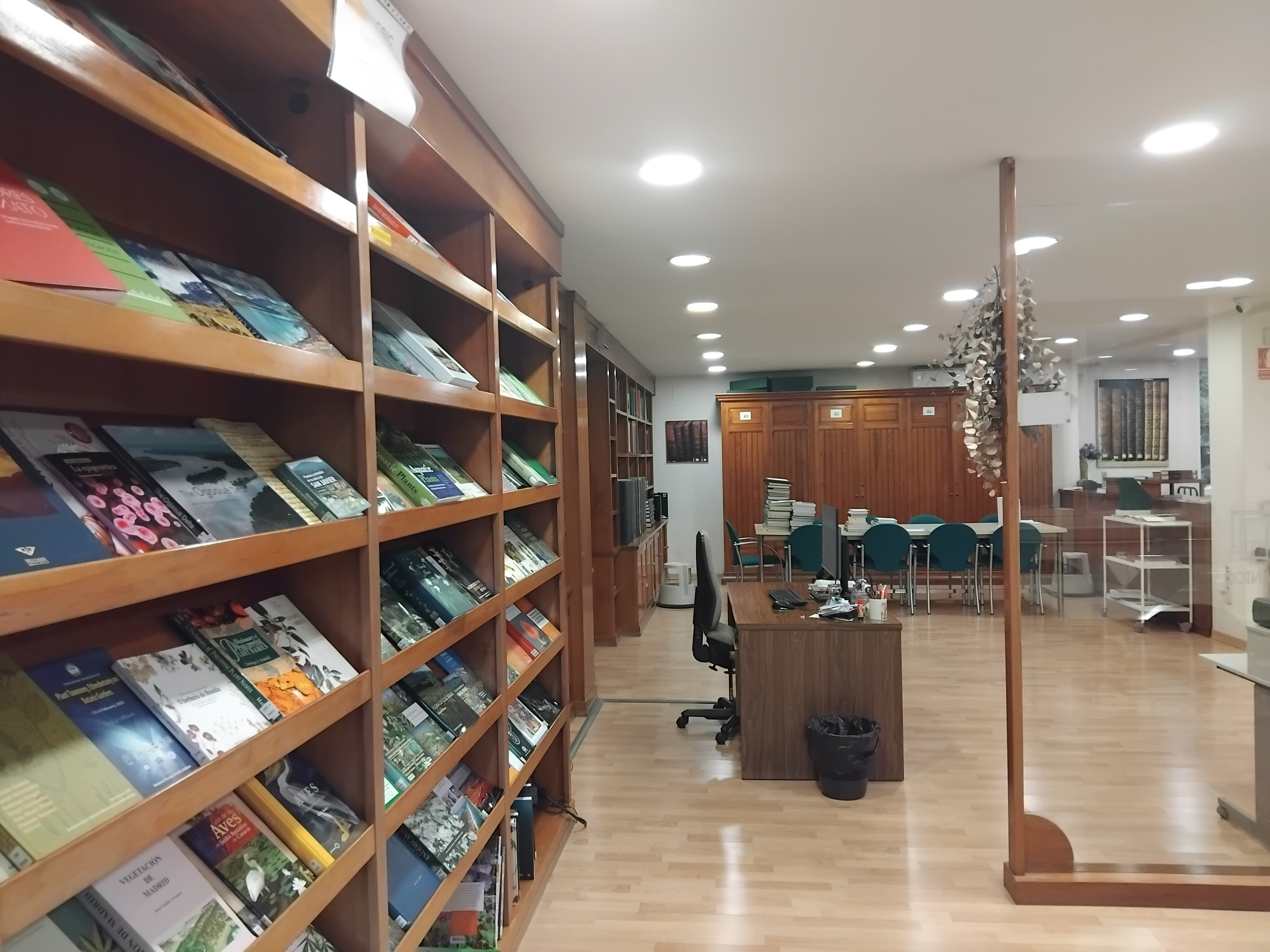
Interior de la Biblioteca (Sala de Lectura)

Incluye unos 500 ejemplares de obras anteriores a la clasificación de Carlos Linneo de los siglos XV al XVIII -entre los que se incluyen tres incunables- procedentes en su mayoría de las bibliotecas particulares de insignes botánicos relacionados con la historia del Real Jardín Botánico, como José Quer y Martínez, Antonio José de Cavanilles, Mariano Lagasca y Carlos Pau Español. En concreto, 850 libros fueron donados por José Quer de su biblioteca particular, forzado por las circunstancias a realizar dicha donación para saldar su deuda con la Hacienda Pública.
De los tres incunables custodiados, uno de ellos, data del año 1495. Titulado De viribus herbar[um] famosissimus medicus et medicor[um] Speculum, su autor es Macer Floridus, pseudónimo del abad cisterciense Odo de Meung. Está escrito en hexámetros y contiene un herbario ilustrado (un libro que trata sobre las propiedades medicinales de las plantas).
Del siglo XVI destacan obras muy conocidas, como los herbarios el Hortus Sanitatis', escrito por Johannes de Cuba y publicado en Venecia en 1511; De historia stirpivm commentarii insignes, de Leonhart Fuchs, impreso en Lyon en el año1551; o el Tractado Delas drogas, y medicinas de las Indias Orientales, obra de Cristóbal Acosta, publicada en Burgos en 1578.  
Del siglo XVII sobresalen los florilegios (tratados sobre plantas y flores ornamentales) como el Hortus Eystettensis, escrito por Basilius Besler y publicado en Núremberg en 1613; o el Hortus floridus, obra de Crispijn van de Passe, impreso en Arnhem (Holanda) entre 1614 y 1616.
También conserva una importante colección de obras del XVIII -algunas de ellas con ilustración botánica de grandes maestros como Georg Dionysius Ehret (1708-1770) o Pierre Jean François Turpin (1775-1840)-y del siglo XIX, además, de trabajos florísticos y floras, estudios taxonómicos de plantas vasculares, hongos y briofitos; así como tratados generales, repertorios bibliográficos y publicaciones periódicas de Botánica o libros de Jardinería y Horticultura.

## Biblioteca Digital
El acceso al fondo digitalizado se realiza a través de su Biblioteca Digital Este recurso de información Botánica en línea, de acceso libre y gratuito, permite acceder y descargar en formatos digitales de almacenamiento PDF y JPG los documentos e imágenes procedentes de libros, revistas y folletos,  pertenecientes en su gran mayoría a la Biblioteca del Real Jardín Botánico (RJB-CSIC). Estos documentos digitalizados se extienden cronológicamente desde el siglo XV a la actualidad y ponen al alcance de los usuarios material científico e histórico sobre Botánica y, muy especialmente, sobre especies vegetales.
Las 1.928.943 páginas digitalizadas de los 7.952 de documentos de los que provienen están agrupadas en siete colecciones: Real Jardín Botánico, Flora, Hongos, Jardinería, Ilustración botánica, Expediciones científicas y Plantas útilesFue puesta al servicio de los usuarios en junio de 2019.

## Actividades divulgativas

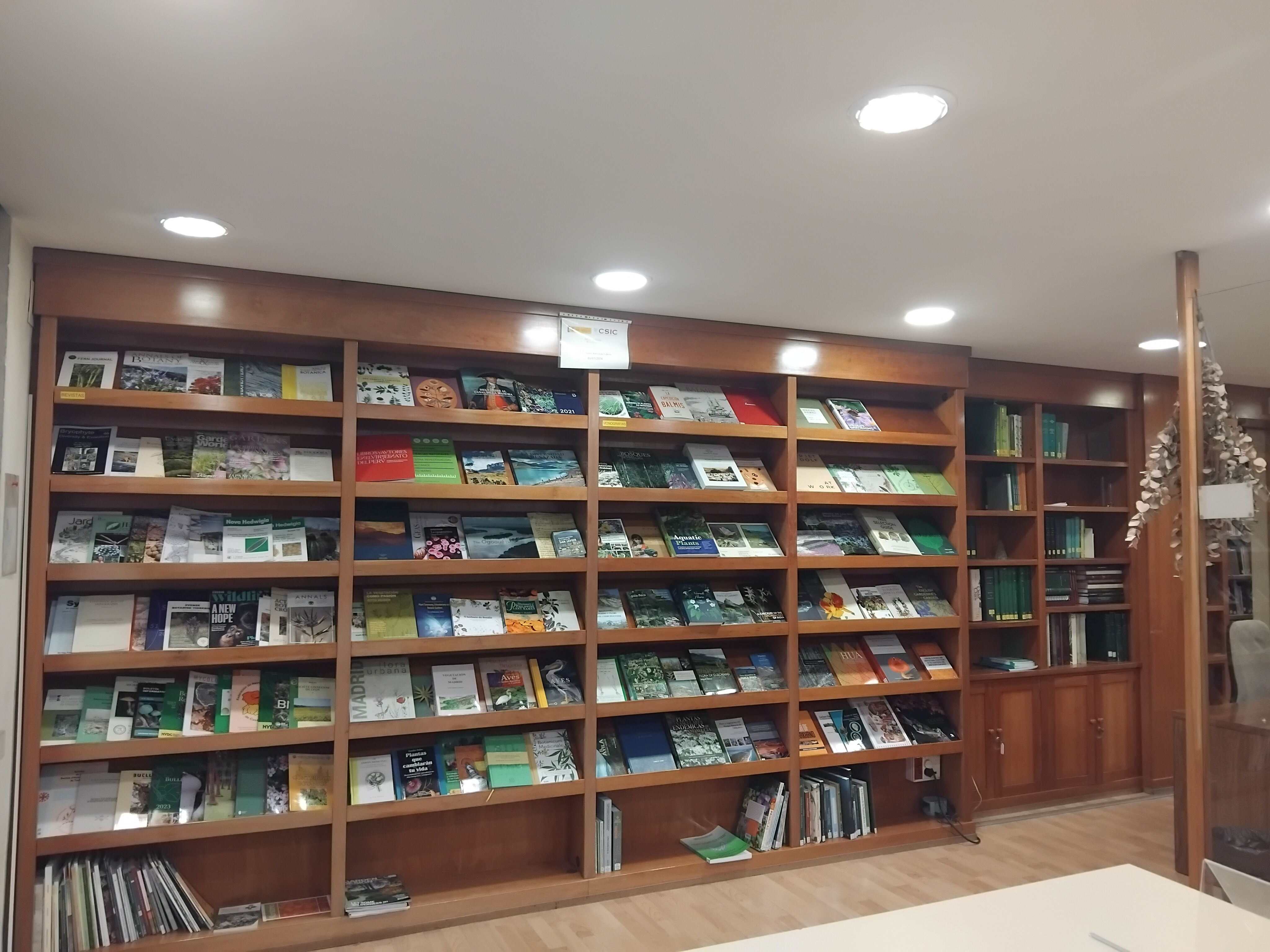
Interior de la Biblioteca (expositor de novedades)

Desde el año 2016 la Biblioteca del Jardín Botánico organiza un ciclo de conferencias, titulado El Jardín Escrito, con la presentación de libros sobre Botánica y sus disciplinas afines recientemente publicados, que cuenta con la presencia de los autores de los mismos.
Ha participado en el proyecto Linking Biodiversity and Culture Information (LinBi)(2019-2020) junto con la cadena de radio alemana Rundfunk Berlin-Branderburg; el Museo de Historia Natural de Viena; la agencia tecnológica Angewandte de Austria; y el Jardín Botánico de Meise (Bélgica). Este proyecto culminó con la creación de una colección digital de más de 70.000 ilustraciones botánicas -localizadas, descritas y organizadas- que procedían de sus libros más valiosos y especiales. Esta colección, realizada por la Biblioteca del Real Jardín Botánico, permite que diferentes épocas, artistas, estilos y técnicas de impresión queden bien representados.
En 2020 publicó una guía gratuita -Breve introducción al dibujo de árboles, escrita por Baldi Pérez- con consejos, ideas y sugerencias para iniciarse en el dibujo botánico. Concretamente, se pueden encontrar información sobre cómo documentarse previamente a la realización del dibujo, cómo elegir los materiales más adecuados y cómo llevarlo a cabo finalmente. Su edición fue posible gracias al proyecto europeo Linking Biodiversity and Culture Information (LinBi) antes mencionado.
Ese mismo año también organizó la exposición virtual Mágicas, místicas y medicinales. Plantas y hongos psicoactivos, accesible a través del portal Europeana, que exhibió una selección de las plantas y hongos más conocidos a lo largo de la historia como la coca, la belladona, el beleño, el tabaco, el centeno o la mandrágora a través de ilustraciones, grabados, dibujos y textos procedentes del fondo bibliográfico de la Biblioteca.